# 1995 CL1
1995 CL1 är en asteroid i huvudbältet som upptäcktes den 3 februari 1995 av de båda japanska astronomerna Masanori Hirasawa och Shohei Suzuki vid Nyukasa-observatoriet.
Asteroiden har en diameter på ungefär 9 kilometer.